# A (Pharao)

Serech des Pharaos A, mit Falke oben und Unterarm in der Mitte

A war möglicherweise der Name eines vor- bzw. frühdynastischen Pharaos Oberägyptens. Sein Name ist ausschließlich aus einem Graffito-Serech bekannt, welcher 10 bis 12 Kilometer südwestlich der Quelle Umm el-Dabadib bei der Charga-Oase in der Westlichen Wüste in einen Sandsteinaufschluss geritzt wurde. Darüber hinaus ist über diesen Herrscher nichts bekannt. Die Präsenz des Serechs könnte ein Hinweis auf pharaonische Aktivitäten tief in der Westlichen Wüste bereits in protodynastischer Zeit sein.

## Entdeckung
Unter Anleitung Salima Ikrams wurde 2004 im North Kharga Oasis Survey (NKOS) an der nordöstlichen Seite eines Sandsteinmassivs ein Serech gefunden. Es war nahe der Darb Ain Amur isoliert, der Karawanenroute, die die Charga-Oase durch Umm el-Dabadib und Ain Amum mit der Dachla-Oase verband. Neben dem Serech wurden noch andere Graffitigruppen mit verschiedenen Varianten und Tiefen des Einritzens gefunden, was ein Hinweis darauf ist, dass diese Graffiti aus unterschiedlichen Zeiträumen stammen.

## Serech
Der Serech wird, wie üblich für jene, von einem Falken gekrönt und enthält nur eine Hieroglyphe. Diese bedeutet „Arm“ und wird A ausgesprochen (in der Gardiner-Liste D36). Eins der Beine des Falkens reicht bis in das Serech, und die gebückte Position des Falken ist charakteristisch für die Naqada-III-Periode sowie für die Erste Dynastie. Aufgrund dessen erscheint es möglich, dass der Serech den Horusnamen eines zuvor unbekannten ägyptischen Königs darstellt, der in der vor- bzw. frühdynastischen Periode regierte.